# Petrogliefen van het Onegameer
De Petrogliefen van het Onegameer (Russisch: Онежские петроглифы) zijn een reeks van tweeëntwintig archeologische petrogliefensites in de Russische republiek Karelië aan de oostelijke oevers van het Onegameer, in het zuidoostelijk Karelisch district Poedozj, met meer dan 1.200 rotstekeningen. De vindplaatsen liggen zo'n 15 km van de monding van de rivier de Vodla in het meer. De vindplaatsen liggen verspreid over 17 rotskapen en 6 eilanden. Sommige petrogliefen worden tentoongesteld in nabijgelegen musea, sommige in het Hermitage in Sint-Petersburg.
De rotstekeningen werden tijdens het late neolithicum, in het 5e millennium v.Chr., in de rotsen uitgehouwen. Het is een van de grote vindplaatsen in zijn soort in Europa, waarvan de rotstekeningen de neolithische cultuur in Fennoscandië documenteren. De rotskunstfiguren bij het Onegameer stellen hoofdzakelijk vogels, dieren, half-menselijke en half-dierlijke figuren voor, alsook geometrische vormen die de maan en de zon zouden kunnen symboliseren. De rotstekeningen worden in verband gebracht met nederzettingen en begraafplaatsen.
In de 19e eeuw wijzigden de lokale monniken enkele figuren van de rotstekeningen. Bij de belangrijkste hedendaagse bedreigingen voor het behoud van de petrogliefen behoren korstmosgroei en menselijke activiteit.
In een gezamenlijke voordracht met de 300 km verwijderde sites van de Petrogliefen van Belomorsk, gelegen aan de kusten van de Witte Zee, werd dit cultureel erfgoed onder de groepsinschrijving van "Petrogliefen van het Onegameer en de Witte Zee" (Russisch: Петроглифы Онежского озера и Белого моря) op 28 juli 2021 tijdens de 44e sessie van de UNESCO Commissie voor het Werelderfgoed door deze laatste erkend als werelderfgoed en geregistreerd op de werelderfgoedlijst.
Dal van de Bikinrivier (met Centraal Sichote-Alingebergte) · Koerse Schoorwal · Ensemble van het Ferapontovklooster · Gouden bergen van Altaj · Hemelvaartskerk, Kolomenskoje · Historisch en architectonisch complex van het Kremlin van Kazan · Kizji Pogost · Baikalmeer · Citadel, oude stad en vestingwerken van Derbent · Historische monumenten van Novgorod en omgeving · Kremlin en Rode Plein, Moskou · Ensemble van het Novodevitsjiklooster · Historisch centrum van Sint-Petersburg en bijbehorende groepen van monumenten · Cultureel en historisch ensemble van de Solovetski-eilanden · Geodetische boog van Struve · Architectonisch ensemble van de Triniti Sergius Lavra in Sergiev Posad · Uvs Nuurbekken · Maagdelijke wouden van Komi · Vulkanen van Kamtsjatka · Westelijke Kaukasus · Witte monumenten van Vladimir en Soezdal · Natuurlijk systeem van het Wrangel-eilandreservaat · Historisch centrum van de stad Jaroslav · Historisch en archeologisch complex van Bolgar · Landschappen van Daurië · Hemelvaartkathedraal en -klooster van het dorpseiland Svijasjk · Kerken van de architectuurschool van Pskov · Petrogliefen van het Onegameer en de Witte Zee · Cultureel landschap van het Kenozeromeer